# Baranagar
Baranagar (bengali বরানগর) är en stad längs Huglifloden i Indien, och är belägen i distriktet North 24 Parganas i delstaten Västbengalen. Staden ingår i Calcuttas storstadsområde och hade cirka 250 000 invånare vid folkräkningen 2011.